# Целлерндорф

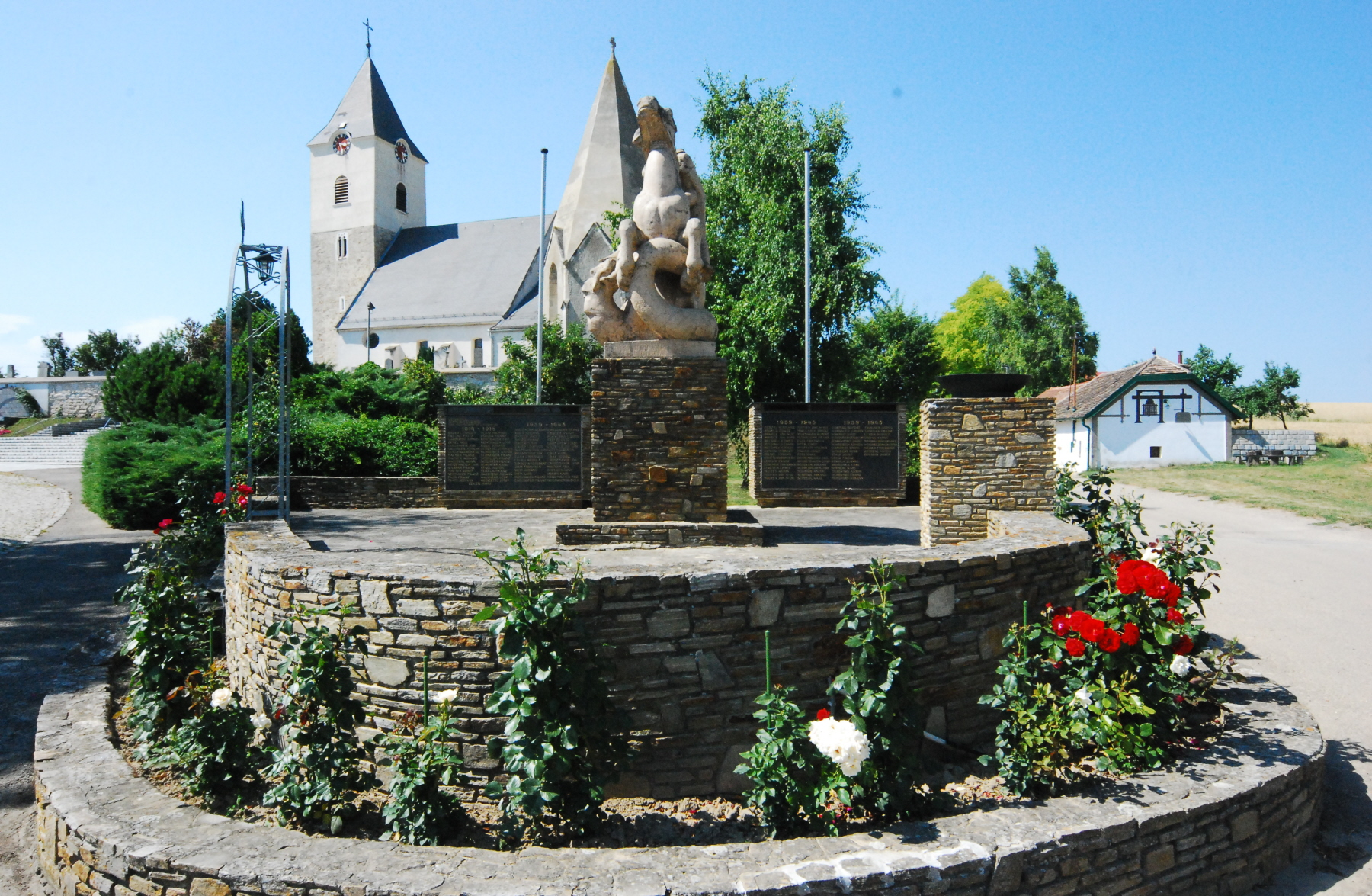

Целлерндорф (нем. Zellerndorf) — ярмарочная коммуна (нем. Marktgemeinde) в Австрии, в федеральной земле Нижняя Австрия. 
Входит в состав округа Холлабрун.  Население составляет 2594 человека (на 31 декабря 2005 года). Занимает площадь 41,12 км². Официальный код  —  31052.

## Политическая ситуация
Бургомистр коммуны — Вильхельм Остап (АНП) по результатам выборов 2005 года.
Совет представителей коммуны (нем. Gemeinderat) состоит из 21 места.
- АНП занимает 13 мест.
- СДПА занимает 8 мест.